# ゲキデン
『ゲキデン レジェンドコミックス』は、松文館発行の劇画オンリー季刊漫画雑誌である。2011年に創刊。作品はすべてフルカラーで掲載されている。Vol.1のみ道出版発行。

## 連載作品
- くノ一 千代女（原作：小池一夫 作画：カマキリ、携帯コミックで連載している物の再録）
- クレオパトラ 世界女帝列伝（原作：倉科遼 作画：叶精作、携帯コミックで連載している物の再録）
- 大菩薩峠（原作：中里介山 脚本：ヴァン・ブラン＋大西祥平 作画：ふくしま政美、携帯コミックで連載している物の再録）
- 飛び加藤（原作：小池一夫 作画：桃尻三郎、携帯コミックで連載している物の再録）
- BAKUMATSU（松山花子）
- 幕末極悪伝（原作：高取英 題字：平田弘史 作画：神田たけ志、携帯コミックで連載している物の再録）
- 卑弥呼 世界女帝列伝（原作：倉科遼 作画：南恵夢、携帯コミックで連載している物の再録）
- 武則天 世界女帝列伝（原作：倉科遼 作画：みね武、携帯コミックで連載している物の再録）
- フレイア戦記（原作：倉科遼 作画：藤原ひさし、携帯コミックで連載している物の再録）
- マジョンナ 〜私は魔女医〜（原作：小池一夫 作画：架空まさる、携帯コミックで連載している物の再録）
- 夜光華 〜聖女帝〜（原作：倉科遼 作画：東克美、携帯コミックで連載している物の再録）

## 刊行巻
1. ゲキデン Vol.1 FIRST ISSUE（2011年5月発売、ISBN 978-4860860578）1,680円（税込）
2. ゲキデン 特集 小池一夫（2011年9月発売、ISBN 978-4790124054）1,680円（税込）
3. ゲキデンEX 特集 倉科遼（2012年1月発売、ISBN 978-4790124153）1,680円（税込）